# Jakob Nielsen (politiker)
 For alternative betydninger, se Jakob Nielsen. (Se også artikler, som begynder med Jakob Nielsen)
Jokum Hendrik Jakob Nielsen (født 19. april 1910 i Alluitsup Paa; død november 1985) var et grønlandsk landsrådsmedlem.
Han var søn af landsrådsmedlem Niels Frederik Jens Peter Nielsen (f. 1880) og Mathilde Sara Elisabeth. Jakob Nielsen var gift med Marie "Mâliâraĸ" Dorph (d. 1978). De to er blandt andet forældre til Hendrik Nielsen (f. 1942).
I 1951 blev han valgt til det første landsråd for hele Grønland og derefter genvalgt i 1955 og 1959. Han engagerede sig stærkt for bygderne i Grønland, især Aappilattoq (Nanortalik).